# البلدان

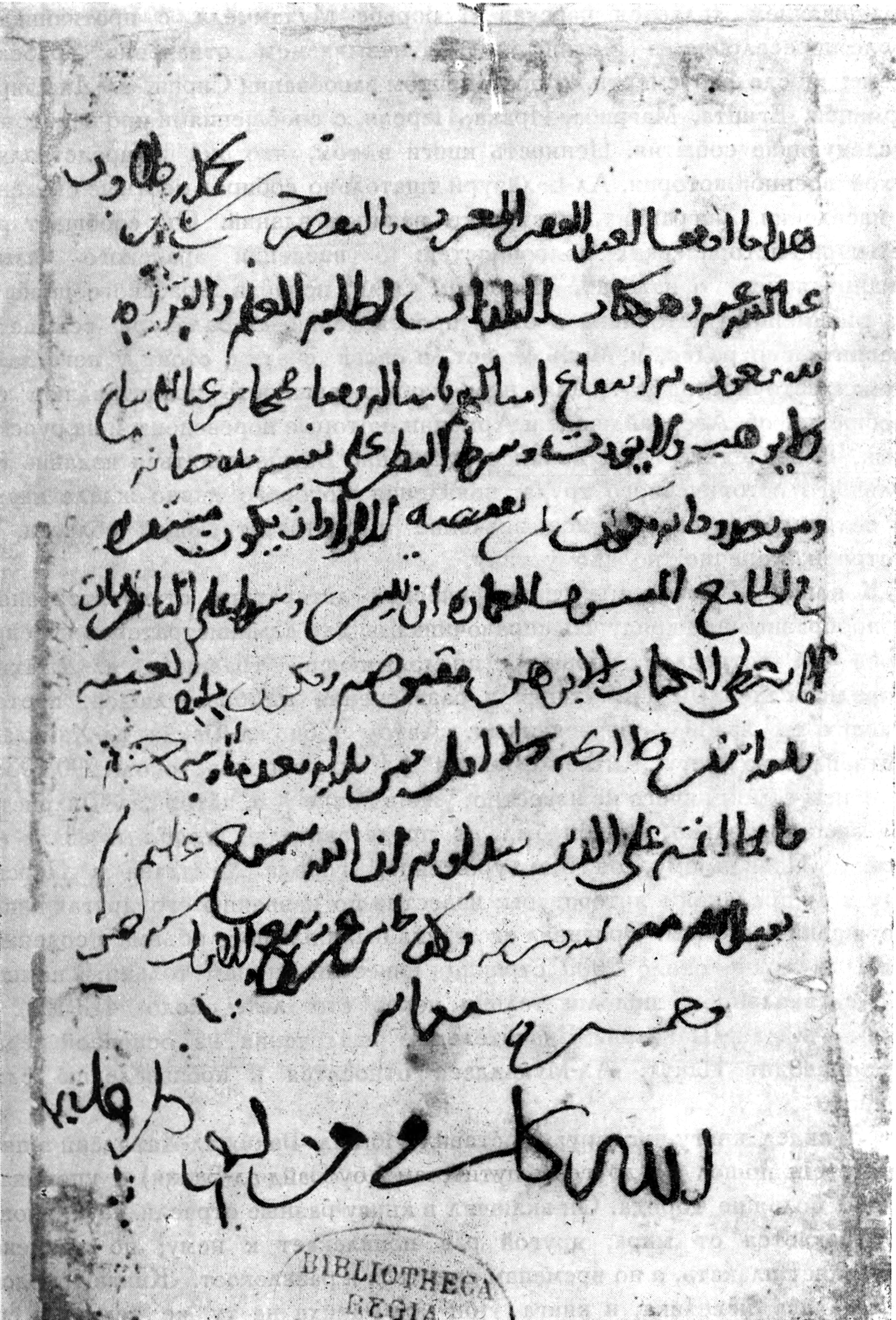
نام پرونده:Kitab al-Buldan-manuscript of Muchlinski.jpg

البلدان کتابی از احمد بن اسحاق یعقوبی است. 

## ترجمه
این کتاب با ترجمهٔ محمد ابراهیم آیتی در سال ۱۳۴۳ منتشر و برندهٔ جایزه کتاب سال سلطنتی شد.